# Alex Kalymnios
Alex Kalymnios ist eine britische Film- und Fernsehregisseurin.

## Leben und Karriere
Bereits während ihrer Schulzeit wollt Kalymnios eine Schauspielerin werden. Als sie jedoch in ihrem ersten Schultheaterstück Regie führte, dachte sie, es würde ihr mehr Freude bereiten hinter den Kulissen zu arbeiten und entschied sich dafür Regisseurin zu werden. 2002 machte Kalymnios ihren Abschluss in Fernseh- und Video-Produktion an der Bournemouth University. Kurz darauf bekam sie ein Platz an der BBC Director’s Academy. Sie beschrieb dieses später als großartige Erfahrung.
Mit ihrem ersten Kurzfilm More Than a Job’s Worth wurde Kalymnios beim Greenwich International Film Festival als beste neue Regisseurin ausgezeichnet. Außerdem erhielt sie eine Nominierung für den besten Kurzfilm beim Raindance East Festival. Wenig später nahm Kalymnios am Talent Campus der Internationalen Filmfestspiele Berlin teil. 2007 begann Kalymnios Episoden der britischen Fernsehserie Hollyoaks zu inszenieren. Bis 2009 führte sie bei 13 Folgen Regie. Von 2008 bis 2012 war sie als Regisseurin für sieben Episoden des Hollyoaks-Ablegers Hollyoaks Later tätig.
2011 führte Kalymnios bei allen Folgen von Becoming Human, einem Ableger der britischen Serie Being Human, die Regie. Durch diese Serie erhielt sie eine Nominierung für die walisischen BAFTA Cymru Awards in der Kategorie Digitale Kreativität und Spiele, sowie eine Banff-Rockie-Award-Nominierung in der Kategorie Beste Webserie – Fiktion. 2015 war sie als Regisseurin am Fernsehfilm Cleveland Abduction tätig. Der Film basiert auf Michelle Knights Biografie Finding Me: A Decade of Darkness, a Life Reclaimed: A Memoir of the Cleveland Kidnappings, die von den Entführungen von Cleveland handelt. Gedreht wurde der Film innerhalb von 18 Tagen in einem sehr kleinen Haus in Cleveland.
Seit 2017 führt Kalymnios bei der Fernsehserie The White Princess die Regie. Weitere Serien, in denen Kalymnios Regie führte sind Seacht, The Cut, EastEnders und Waterloo Road.
Kalymnios ist verheiratet und hat eine Tochter.

## Filmografie
- 2005: More Than a Job’s Worth (Kurzfilm)
- 2007: The Green Fairy (Kurzfilm)
- 2007–2009: Hollyoaks (Fernsehserie, 13 Folgen)
- 2008–2012: Hollyoaks Later (Fernsehserie, 7 Folgen)
- 2009: Seach (Fernsehserie, 4 Folgen)
- 2010: The Cut (Fernsehserie, 3 Folgen)
- 2010–2013: EastEnders (Fernsehserie, 16 Folgen)
- 2011: Becoming Human (Fernsehserie, 8 Folgen)
- 2011–2014: Waterloo Road (Fernsehserie, 4 Folgen)
- 2015: Cleveland Abduction (Fernsehfilm)
- 2015: Salem (Fernsehserie, Folge 2x08)
- 2016: Scott & Bailey (Fernsehserie, 3 Folgen)
- 2017: The 100 (Fernsehserie, Folge 4x12)
- 2017: The White Princess (Fernsehserie, 3 Folgen)

## Auszeichnungen und Nominierungen

### Auszeichnungen
Greenwich International Film Festival
- 2005: Best New Director[3]

### Nominierungen
Raindance East Festival
- 2005: Best Short Film[3]

BAFTA Cymru Awards:
- 2012: Digital Creativity & Games (Becoming Human, geteilt mit Philip Trethowan und Hannah Thomas)[6]

Banff Rockie Award:
- 2012: Best Webseries – Fiction (Becoming Human, geteilt mit Hannah Thomas)[7]